# Jardín Botánico de los Cordeliers
El Jardín Botánico de los Cordeliers (en francés : Jardin botanique des Cordeliers) es un jardín botánico de 2800 m² de extensión, propiedad municipal especializado en plantas medicinales de la zona de Digne-les-Bains, Francia.

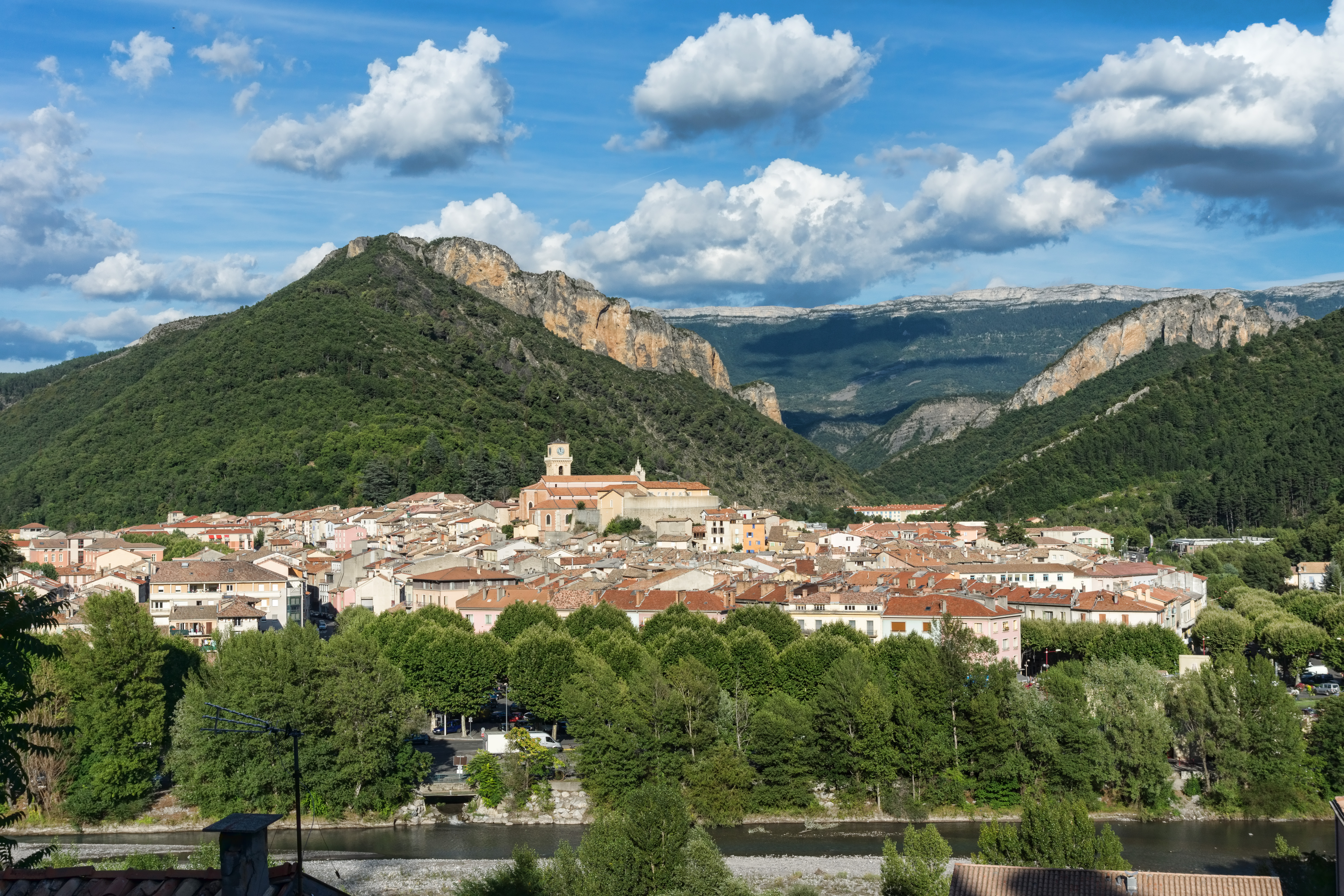
El entorno de Digne-les-Bains.

## Localización
Jardin botanique des Cordeliers Place des Cordeliers, Digne-les-Bains, Départemento de Alpes de Alta Provenza, Provenza-Alpes-Costa Azul, Francia.
Planos y vistas satelitales, 44°5′36″N 6°14′11″E / 44.09333, 6.23639
Está abierto todos los días excepto los lunes en los meses cálidos del año, y la entrada es gratuita.

## Historia
Este jardín botánico fue creado en 1986, en el patio de honor del "Collège Maria Borelly", y nombrado en honor del sitio que ocupaba el antiguo convento del siglo XIII.
El jardín botánico de Digne-les-Bains se diseñó con una vocación paisajista a partir de 1996,  como un conservatorio de plantas regionales.
Hasta entonces pequeño conservatorio de plantas de cultivos regionales antiguos, identificadas con placas, conforme pasa el tiempo las colecciones se van incrementando.

## Colecciones
Sus colecciones albergan más de 350 especies de plantas, compuestas de :
- La entrada del jardín se adorna con distintas plantas decorativas, al pie de los antiguos setos de boj. Una colección de gramíneas entre piedras del país, así como rosales y plantas de los Himalayas.[1]
- El jardín de plantas medicinales silvestres presenta reconstrucciones de biotopos: montaña seca, terrenos calcáreos, sotobosques frescos, prados húmedos, Landas y eriales.[1]
- El jardín de las plantas aromáticas agrupa junto con las especies regionales las plantas venidas de otras regiones: Pelargonium, Lavanda, rosales silvestres y hortícolas, Iris y Salvias de interés por su perfume.[4]
- El Huerto agrupa principalmente verduras salvajes y antiguas de Europa y de América, cuya disposición varía cada año. Un pequeño laberinto se abre sobre el macizo dalias. Árboles frutales y árboles de ornamento dan su sombra sobre pequeñas superficies de contemplación.[4]
- El jardín de los sentidos, diseñado en la primavera del 2005, un espacio concebido para el placer de los sentidos, táctiles y sonoros vienen a destacar las esculturas y las líneas minerales.[4]